# South Point 400
South Point 400 är ett stockcarlopp ingående i Nascar Cup Series som körs över 267 varv (400,5 miles, 644,542 km) på den 1,5 mile långa ovalbanan Las Vegas Motor Speedway i Las Vegas i Nevada i USA. Loppet är ett av två Nascar Cup-lopp som årligen körs på Las Vegas Motor Speedway, det andra är Pennzoil 400. South Point 400 var 2018 och 2019 det inledande loppet i Nascar-cupens slutspel.

## Vinnare
| Säsong | Datum        | Nr | Förare           | Team                 | Konstruktör | Distans | Distans         | Tid     | Snitthastighet (mph) | Rapport | Ref    |
| Säsong | Datum        | Nr | Förare           | Team                 | Konstruktör | Varv    | Miles (km)      | Tid     | Snitthastighet (mph) | Rapport | Ref    |
| ------ | ------------ | -- | ---------------- | -------------------- | ----------- | ------- | --------------- | ------- | -------------------- | ------- | ------ |
| 2018   | 16 september | 2  | Brad Keselowski  | Team Penske          | Ford        | 272     | 408 (656,612)   | 3:28.15 | 111,849              | Rapport | [ 3 ]  |
| 2019   | 15 september | 19 | Martin Truex Jr. | Joe Gibbs Racing     | Toyota      | 267     | 400,5 (644,541) | 2:48.34 | 142,555              | Rapport | [ 4 ]  |
| 2020   | 27 september | 1  | Kurt Busch       | Chip Ganassi Racing  | Chevrolet   | 268     | 402 (646,955)   | 3:03.32 | 131,420              | Rapport | [ 6 ]  |
| 2021   | 26 september | 11 | Denny Hamlin     | Joe Gibbs Racing     | Toyota      | 267     | 400,5 (644,541) | 2:46.08 | 144,643              | Rapport | [ 7 ]  |
| 2022   | 16 oktober   | 22 | Joey Logano      | Team Penske          | Ford        | 267     | 400,5 (644,541) | 3:04.10 | 130,480              | Rapport | [ 8 ]  |
| 2023   | 15 oktober   | 5  | Kyle Larson      | Hendrick Motorsports | Chevrolet   | 267     | 400,5 (644,541) | 2:57.10 | 135,635              | Rapport | [ 9 ]  |
| 2024   | 20 oktober   | 22 | Joey Logano      | Team Penske          | Ford        | 267     | 400,5 (644,541) | 2:52.24 | 139,385              | Rapport | [ 10 ] |

### Förare med flera segrar
| Antal segrar | Förare     | År |
| ------------ | ---------- | -- |
| Joey Logano  | 2022, 2024 |    |

### Team med flera segrar
| Vinster | Team             | År               |
| ------- | ---------------- | ---------------- |
| 2       | Team Penske      | 2018, 2022, 2024 |
| 2       | Joe Gibbs Racing | 2019, 2021       |

### Konstruktörer efter antal segrar
| Antal segrar | Konstruktör | År               |
| ------------ | ----------- | ---------------- |
| 2            | Toyota      | 2019, 2021       |
| 2            | Ford        | 2018, 2022, 2024 |
| 2            | Chevrolet   | 2020, 2023       |